# Kurt Melby
Kurt Melby (* 4. Oktober 1933 in Kopenhagen; † 30. Oktober 2008) war ein dänischer Radrennfahrer und nationaler Meister im Radsport.

## Sportliche Laufbahn
Melby war im Bahnradsport aktiv. Von 1958 bis 1960 gewann er die nationale Meisterschaft im Sprint der Amateure. 1954 wurde er Vizemeister hinter Bengt Hjortbøl.  1957 und 1961 wurde er Meisterschaftsdritter. 1958 wurde er Zweiter im Grand Prix Kopenhagen hinter Valentino Gasparella. Mehrfach startete er bei den Bahnradsport-Weltmeisterschaften.